# 完顏瑰
瀛文敬王完顏瑰（？—1192年），本名完顏桓篤，又作欢睹，金国宗室。

## 经历
金显宗完颜允恭之子。與郓王完顏琮是同母兄弟，母田氏，后封裕陵充华。完顏瑰少說話，但工诗，擅長騎射、女真大字、女真小字。金世宗大定二十二年（1182年）被封崇國公，二十六年，加崇进。到其弟金章宗即位後就封為瀛王，升任开府仪同三司，至明昌三年（1192年）去世，谥文敬。
完顏瑰下葬時，金章宗哭得很厲害，指出他在兄弟之中最為忠孝和善，他早死實在應該哀悼。

## 延伸阅读
[在维基数据编辑]
 《金史·卷93》，出自脱脱《遼史》